# Arnošt II. Sasko-Gothajsko-Altenburský
Arnošt II. Sasko-Gothajsko-Altenburský (30. ledna 1745, Gotha – 20. dubna 1804, Gotha) byl v letech 1772 až 1804 sasko-gothajsko-altenburským vévodou.

## Mládí a rodina
Arnošt se narodil jako syn sasko-gothajsko-altenburského vévody Fridricha III. a jeho manželky Luisy Dorotey Sasko-Meiningenské. Smrtí svého staršího bratra Fridricha v roce 1756 se stal dědicem sasko-gothajsko-altenburského vévodství.
Luisa Dorotea byla velmi znepokojena výcvikem svých přeživších synů Arnošta a nejmladšího Augusta a nechala je vzdělávat vybranou skupinou učitelů. V letech 1768 a 1769 oba princové odjeli na vzdělávací cestu do Nizozemska, Anglie a Francie a Arnošt se setkal s významnými osobnostmi politiky, vědy a umění.

## Vévoda
V roce 1772 zemřel jeho otec a Arnošt se stal sasko-gothajsko-altenburským vévodou. Jako liberální a osvícený princ se zajímal o umění a vědy a využil své vlády k jejich dalšímu rozvoji. Ve svém vévodství propagoval vzdělávací systém, ekonomiku, divadlo, umělecké sbírky a knihovny, stejně jako přírodní vědy, čímž se zařadil na přední místo saských vévodství v Durynsku. V soukromí se zajímal zejména o astronomii a fyziku. Do všech těchto oblastí jmenoval kompetentní odborníky, jakým byl mechanik a hodinář Johann Andreas Klindworth, kterému udělil titul dvorního mechanika.
Pro své zvláštní zájmy zaměstnal u dvora astronoma Franze Xavera von Zach. S ním založil Gothajskou observatoř (Sternwarte Gotha), kterou rozvinul v evropské centrum astronomie. Ve své poslední vůli uvedl, že tato instituce by měla přežít jako jediný viditelný údaj o jeho existenci. Observatoř byla tak úspěšná, že se o městě Gotha, navzdory své velikosti, mluvilo jako o místě, které by měli navštívit důležití lidé té doby. Jednou z osobností, která Gothu několikrát navštívila, byl Johann Wolfgang von Goethe.

## Zednářství
Od roku 1774 byl zednářem v systému Zinnendorf a členem lóže Gothe Zum Rautenkranz, kterou ve stejném roce založili Abel Seyler, Konrad Ekhof a další členové divadelní společnosti Seyler. V roce 1775 byl Arnošt jmenován velmistrem Landesloge Německa. V roce 1783 se stal členem bavorských Iluminátů pod jménem Quintus Severus a/nebo Timoleon a v roce 1784 se stal dozorcem Abessinienu (jméno pro Horní Sasko). V roce 1787 udělil Adamu Weishauptovi, zakladateli tajné společnosti, azyl ve městě Gotha.

## Manželství a potomci
21. března 1769 se čtyřiadvacetiletý Arnošt v Meiningenu oženil se sestřenicí své matky, s o šest let mladší princeznou Šarlotou, nejstarší dcerou vévody Antonína Ulricha Sasko-Meiningenského a jeho druhé manželky Šarloty Amálie Hesensko-Philippsthalské. Z třicet pět let trvajícího manželství, které ukončila Arnoštova smrt, se narodily čtyři děti:
1. Arnošt, sasko-gothajsko-altenburský princ (27. února 1770 – 3. prosince 1779)
2. Augustus Sasko-Gothajsko-Altenburský (23. listopadu 1772 – 27. května 1822), vévoda sasko-gothajsko-altenburský,
⚭ 1797 Luisa Šarlota Meklenbursko-Zvěřínská (19. listopadu 1779 – 4. ledna 1801)
⚭ 1802 Karolína Amálie Hesensko-Kasselská (11. července 1771 – 22. února 1848)
3. Fridrich IV. Sasko-Gothajsko-Altenburský (28. listopadu 1774 – 11. února 1825), vévoda sasko-gothajsko-altenburský, svobodný a bezdětný
4. Ludvík Sasko-Gothajsko-Altenburský (21. října 1777 – 26. října 1777)

Vévoda Arnošt zemřel 20. dubna 1804 ve věku 59 let ve svém rodném městě Gotha.

## Vývod z předků
|                                        |                                           |  |                           |                                     |  |  |  |  |  |  |  | Arnošt I. Sasko-Gothajský |
|                                        |                                           |  |                           |                                     |  |  |  |  |  |  |  |                           |
|                                        | Fridrich I. Sasko-Gothajsko-Altenburský   |  |                           |                                     |  |  |  |  |  |  |  |                           |
|                                        |                                           |  |                           |                                     |  |  |  |  |  |  |  |                           |
|                                        |                                           |  |                           | Alžběta Žofie Sasko-Altenburská     |  |  |  |  |  |  |  |                           |
|                                        |                                           |  |                           |                                     |  |  |  |  |  |  |  |                           |
|                                        | Fridrich II. Sasko-Gothajsko-Altenburský  |  |                           |                                     |  |  |  |  |  |  |  |                           |
|                                        |                                           |  |                           |                                     |  |  |  |  |  |  |  |                           |
|                                        |                                           |  |                           | August Sasko-Weissenfelský          |  |  |  |  |  |  |  |                           |
|                                        |                                           |  |                           |                                     |  |  |  |  |  |  |  |                           |
|                                        | Magdaléna Sibyla Sasko-Weissenfelská      |  |                           |                                     |  |  |  |  |  |  |  |                           |
|                                        |                                           |  |                           |                                     |  |  |  |  |  |  |  |                           |
|                                        |                                           |  |                           | Anna Marie Meklenbursko-Schwerinská |  |  |  |  |  |  |  |                           |
|                                        |                                           |  |                           |                                     |  |  |  |  |  |  |  |                           |
|                                        | Fridrich III. Sasko-Gothajsko-Altenburský |  |                           |                                     |  |  |  |  |  |  |  |                           |
|                                        |                                           |  |                           |                                     |  |  |  |  |  |  |  |                           |
|                                        |                                           |  |                           | Jan VI. Anhaltsko-Zerbstský         |  |  |  |  |  |  |  |                           |
|                                        |                                           |  |                           |                                     |  |  |  |  |  |  |  |                           |
|                                        | Karel Anhaltsko-Zerbstský                 |  |                           |                                     |  |  |  |  |  |  |  |                           |
|                                        |                                           |  |                           |                                     |  |  |  |  |  |  |  |                           |
|                                        |                                           |  |                           | Žofie Augusta Holštýnsko-Gottorpská |  |  |  |  |  |  |  |                           |
|                                        |                                           |  |                           |                                     |  |  |  |  |  |  |  |                           |
|                                        | Magdalena Augusta Anhaltsko-Zerbstská     |  |                           |                                     |  |  |  |  |  |  |  |                           |
|                                        |                                           |  |                           |                                     |  |  |  |  |  |  |  |                           |
|                                        |                                           |  |                           | August Sasko-Weissenfelský          |  |  |  |  |  |  |  |                           |
|                                        |                                           |  |                           |                                     |  |  |  |  |  |  |  |                           |
|                                        | Žofie Sasko-Weissenfelská                 |  |                           |                                     |  |  |  |  |  |  |  |                           |
|                                        |                                           |  |                           |                                     |  |  |  |  |  |  |  |                           |
|                                        |                                           |  |                           | Anna Marie Meklenbursko-Schwerinská |  |  |  |  |  |  |  |                           |
|                                        |                                           |  |                           |                                     |  |  |  |  |  |  |  |                           |
| Arnošt II. Sasko-Gothajsko-Altenburský |                                           |  |                           |                                     |  |  |  |  |  |  |  |                           |
|                                        |                                           |  |                           |                                     |  |  |  |  |  |  |  |                           |
|                                        |                                           |  | Arnošt I. Sasko-Gothajský |                                     |  |  |  |  |  |  |  |                           |
|                                        |                                           |  |                           |                                     |  |  |  |  |  |  |  |                           |
|                                        | Bernard I. Sasko-Meiningenský             |  |                           |                                     |  |  |  |  |  |  |  |                           |
|                                        |                                           |  |                           |                                     |  |  |  |  |  |  |  |                           |
|                                        |                                           |  |                           | Alžběta Žofie Sasko-Altenburská     |  |  |  |  |  |  |  |                           |
|                                        |                                           |  |                           |                                     |  |  |  |  |  |  |  |                           |
|                                        | Arnošt Ludvík I. Sasko-Meiningenský       |  |                           |                                     |  |  |  |  |  |  |  |                           |
|                                        |                                           |  |                           |                                     |  |  |  |  |  |  |  |                           |
|                                        |                                           |  |                           | Jiří II. Hesensko-Darmstadtský      |  |  |  |  |  |  |  |                           |
|                                        |                                           |  |                           |                                     |  |  |  |  |  |  |  |                           |
|                                        | Marie Hedvika Hesensko-Darmstadtská       |  |                           |                                     |  |  |  |  |  |  |  |                           |
|                                        |                                           |  |                           |                                     |  |  |  |  |  |  |  |                           |
|                                        |                                           |  |                           | Žofie Eleonora Saská                |  |  |  |  |  |  |  |                           |
|                                        |                                           |  |                           |                                     |  |  |  |  |  |  |  |                           |
|                                        | Luisa Dorotea Sasko-Meiningenská          |  |                           |                                     |  |  |  |  |  |  |  |                           |
|                                        |                                           |  |                           |                                     |  |  |  |  |  |  |  |                           |
|                                        |                                           |  |                           | Arnošt I. Sasko-Gothajský           |  |  |  |  |  |  |  |                           |
|                                        |                                           |  |                           |                                     |  |  |  |  |  |  |  |                           |
|                                        | Fridrich I. Sasko-Gothajsko-Altenburský   |  |                           |                                     |  |  |  |  |  |  |  |                           |
|                                        |                                           |  |                           |                                     |  |  |  |  |  |  |  |                           |
|                                        |                                           |  |                           | Alžběta Žofie Sasko-Altenburská     |  |  |  |  |  |  |  |                           |
|                                        |                                           |  |                           |                                     |  |  |  |  |  |  |  |                           |
|                                        | Dorotea Marie Sasko-Gothajsko-Altenburská |  |                           |                                     |  |  |  |  |  |  |  |                           |
|                                        |                                           |  |                           |                                     |  |  |  |  |  |  |  |                           |
|                                        |                                           |  |                           | August Sasko-Weissenfelský          |  |  |  |  |  |  |  |                           |
|                                        |                                           |  |                           |                                     |  |  |  |  |  |  |  |                           |
|                                        | Magdaléna Sibyla Sasko-Weissenfelská      |  |                           |                                     |  |  |  |  |  |  |  |                           |
|                                        |                                           |  |                           |                                     |  |  |  |  |  |  |  |                           |
|                                        |                                           |  |                           | Anna Marie Meklenbursko-Schwerinská |  |  |  |  |  |  |  |                           |
|                                        |                                           |  |                           |                                     |  |  |  |  |  |  |  |                           |